# Dolorthoceras
Dolorthoceras is een geslacht van uitgestorven cephalopode weekdieren, dat leefde van het Devoon tot het Laat-Carboon.

## Beschrijving
De schaal is een gladde, zacht uitzettende orthocone met rechte transversies naar schuine en licht bochtige hechtingen. Sommige zijn dorso-ventraal afgeplat zodat ze enigszins gezakt zijn. De hyponomische sinus, waardoor de trechter uitsteekt, lijkt drielobbig te zijn. De sifunkel begint orthochoanitisch (rechte buisvormige segmenten) en centraal, en wordt cyrtochoatitisch (opgeblazen segmenten) en subcentraal met groei. Endosiphunculaire afzettingen hebben de neiging om naar voren te groeien, normaal ringvormig voltooid bij de septale foremina (openingen) voordat ze ventraal fuseren. Camerale afzettingen lijken op muurschilderingen en zwaarder buik- en dorsaal. Dolorthoceras wordt erkend als een pseudorthoceride, nautiloïde cephalopode, die lijken op, maar geen echte orthoceriden zijn. Het wordt toegewezen aan de familie Spyroceratidae samen met dergelijke geslachten als Spyroceras, Adnatoceras en Euloxoceras. De oriëntatie tijdens het leven was horizontaal, zoals aangegeven door de camerale en endosiphuncular afzettingen. Het dier was misschien wat inktvisachtig morfologisch, maar zijn gedrag was waarschijnlijk helemaal niet inktvisachtig. Het was waarschijnlijk een hinderlaagroofdier dat hier en daar op de ondiepe zeebodem op de loer lag. De lengte van de schelp bedroeg circa tien centimeter.